# 奈良車站
奈良車站（日语：〔〕／ Nara eki */?）是位于奈良縣奈良市三條本町，屬於西日本旅客鐵道（JR西日本）的車站。雖然近畿日本鐵道（近鐵）奈良線上也有一處常被稱為「奈良車站」的近鐵奈良車站，但該站實際上是位於JR奈良車站東方直線距離約900m的地方，並不適合直接轉乘。本站於2002年（平成14年）入選近畿車站百選（第三回）。

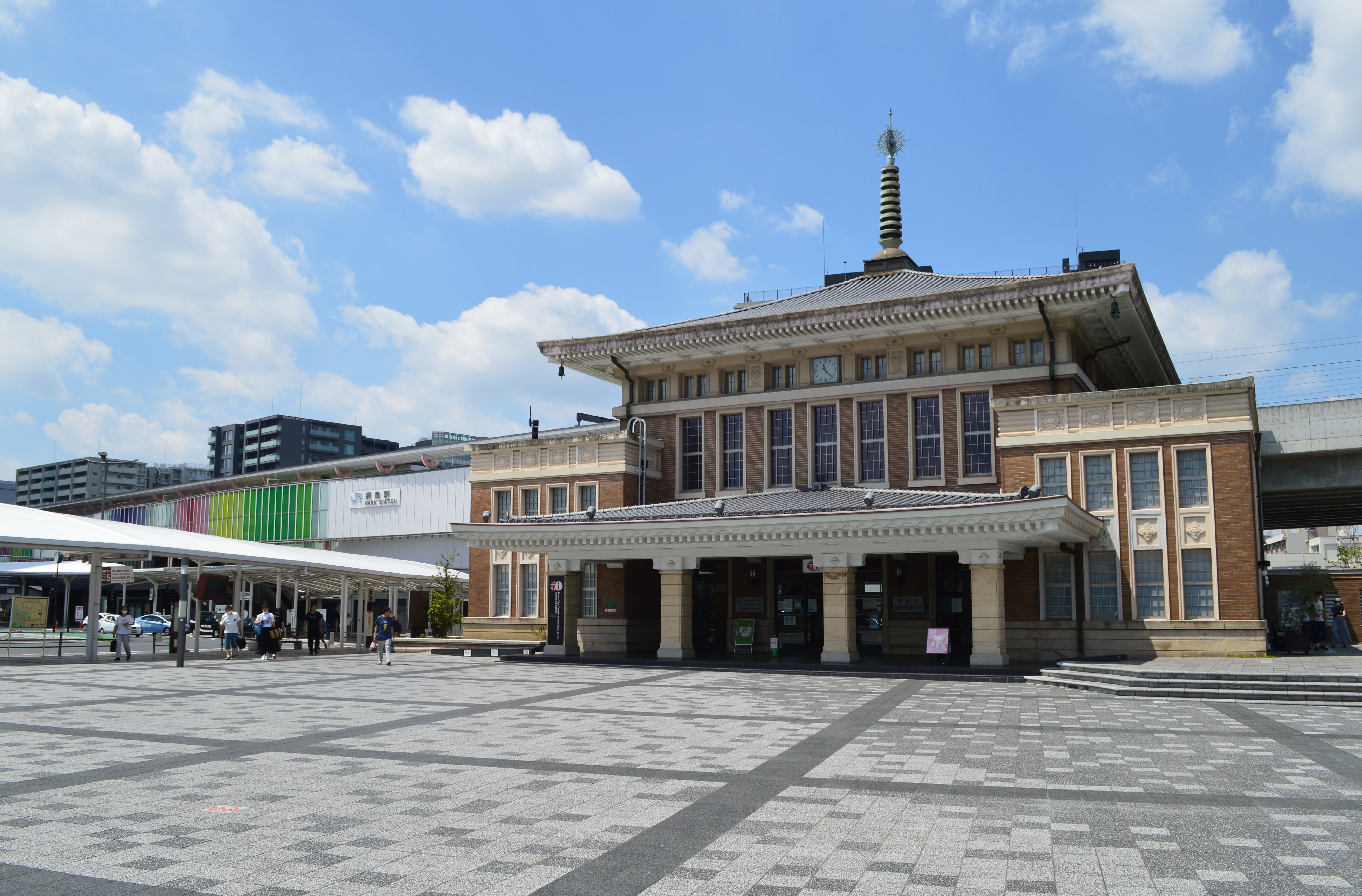
第3代站房與第2代站房(2020年8月)

## 車站結構
本站現時的站房為2010年10月完工的3層樓高架車站，站內各設置一處高架化驗票閘口和機房。3樓為月台，2樓為車站業務設施與商業設施，1樓則為商業設施。月台與軌道的配置為島式月台3面5線的構造。

### 月台配置
路線名以旅客資訊的愛稱記述。
| 月台         | 路線           | 目的地                         | 備註                         |
| ------------ | -------------- | ------------------------------ | ---------------------------- |
| 1            | 萬葉Mahoroba線 | 天理、櫻井、高田、和歌山方向   | 天理、櫻井、高田、和歌山方向 |
| 1            | 大和路線       | 王寺、天王寺、JR難波方向       | 只限早朝                     |
| 沒有編號月台 | 大和路線       | 王寺、天王寺、JR難波、大阪方向 |                              |
| 2            | 大和路線       | 王寺、天王寺、JR難波、大阪方向 |                              |
| 3            | 大和路線       | 王寺、天王寺、JR難波、大阪方向 |                              |
| 奈良線       | 宇治、京都方向 | 宇治、京都方向                 |                              |
| 4、5         | 學研都市線     | 同志社前、長尾、四條畷方向     | 同志社前、長尾、四條畷方向   |
| 4、5         | 大和路線       | 木津、加茂方向                 | 一部分3號月台                |
| 4、5         | 奈良線         | 宇治、京都方向                 | 宇治、京都方向               |

## 使用情況
2017年（平成29年）度1日平均上車人次為18,307人。奈良縣內JR西日本車站僅次於王寺站排行第2位。
日本鐵路周遊券與JR西日本鐵路周遊券開始發售後，訪問奈良的外國人觀光客使用者有所增加。
根據「奈良縣統計年鑑」、「奈良統計」，近年1日平均上車人次如下表。
| 年度               | 1日平均 上車人次 |
| ------------------ | ---------------- |
| 1993年（平成05年） | 19,894           |
| 1994年（平成06年） | 19,748           |
| 1995年（平成07年） | 20,310           |
| 1996年（平成08年） | 20,796           |
| 1997年（平成09年） | 20,218           |
| 1998年（平成10年） | 20,434           |
| 1999年（平成11年） | 20,332           |
| 2000年（平成12年） | 20,023           |
| 2001年（平成13年） | 20,052           |
| 2002年（平成14年） | 19,574           |
| 2003年（平成15年） | 19,201           |
| 2004年（平成16年） | 18,973           |
| 2005年（平成17年） | 18,700           |
| 2006年（平成18年） | 18,548           |
| 2007年（平成19年） | 18,371           |
| 2008年（平成20年） | 18,362           |
| 2009年（平成21年） | 17,829           |
| 2010年（平成22年） | 18,161           |
| 2011年（平成23年） | 17,250           |
| 2012年（平成24年） | 17,469           |
| 2013年（平成25年） | 17,543           |
| 2014年（平成26年） | 17,486           |
| 2015年（平成27年） | 18,071           |
| 2016年（平成28年） | 18,152           |
| 2017年（平成29年） | 18,307           |

## 相鄰車站
西日本旅客鐵道
 大和路線（關西本線）（包括學研都市線直通列車）
■大和路快速、■快速、■區間快速、■普通
平城山（JR-Q37）－奈良（JR-Q36）－郡山（JR-Q34）
■直通快速（途經大阪東線）
奈良（JR-Q36）－郡山（JR-Q34）
 奈良線（至木津站為止為關西本線）
■京都路快速、■快速
木津（JR-D19）－奈良（JR-D21）
■區間快速、■普通
平城山（JR-D20）－奈良（JR-D21）
 萬葉Mahoroba線（櫻井線）
■快速、■普通
奈良－京終
※此外，平城山站與此站之間設有佐保信號場。

### 曾經存在的路線
關西鐵道
本線（舊線）
大佛－奈良（－郡山）

## 外部連結
- 奈良｜車站資訊：JR出門網 - 西日本旅客鐵道